# Kutas, Somogy
Kutas  este un sat în districtul Nagyatád, județul Somogy, Ungaria, având o populație de 1.475 de locuitori (2011). 

## Demografie
Componența etnică a satului Kutas
     Maghiari (81,38%)
     Romi (18,44%)
     Români (0,19%)
Componența confesională a satului Kutas
     Romano-catolici (61,56%)
     Reformați (8,54%)
     Fără religie (6,92%)
     Necunoscută (22,44%)
     Alte religii (1,49%)
Conform recensământului din 2011, satul Kutas avea 1.475 de locuitori. Din punct de vedere etnic, majoritatea locuitorilor (81,38%) erau maghiari, cu o minoritate de romi (18,44%).  Din punct de vedere confesional, majoritatea locuitorilor (61,56%) erau romano-catolici, existând și minorități de reformați (8,54%) și persoane fără religie (6,92%). Pentru 22,44% din locuitori nu este cunoscută apartenența confesională.